# Paradoxornis nipalensis
Paradoxornis nipalensis é uma espécie de ave da família Timaliidae.
Pode ser encontrada nos seguintes países: Butão, China, Índia, Laos, Myanmar, Tailândia e Vietname.
Os seus habitats naturais são: regiões subtropicais ou tropicais húmidas de alta altitude.